# Felix Vicious
Felix Vicious (Denver, Colorado; 26 de agosto de 1983) es una actriz pornográfica retirada y DJ estadounidense.

## Biografía
Felix Vicious, nombre artístico de Sandy Seggerman, nació en agosto de 1983 en Denver (Colorado). Trabajó como teleoperadora en marketing antes de iniciar su carrera como actriz. Durante una firma en una exposición erótica que se celebraba en Denver, Seggerman conoció a las actrices porno Shay Sweet y Bisexual Britni, quienes la invitaron a ir a California y probar suerte en la industria pornográfica.
Finalmente entraría en la factoría del cine X en el año 2002, a la edad de 19 años. Su debut como actriz lo haría en la película del estudio New Machine Dirty Debutantes 225.
Desde sus comienzos, ha trabajado con estudios como New Sensations, Evil Angel, Wicked Pictures, Kick Ass, Adam & Eve, Hustler, Club Magazine, Metro o Erotic Angel.
Su nombre artístico se origina de la mezcla para el nombre del personaje de animación El gato Félix y para el apellido del músico de Punk Rock Sid Vicious, bajista de los Sex Pistols.
En 2003 recibió su única nominación de los premios de la industria pornográfica. Concretamente, en los Premios AVN a Mejor actriz revelación.
Algunas películas de su filmografía son 100 % Blowjobs 23, All American Nymphos 6, Chicks in Charge of Chicks, Foot Beauties 2, Raw Desire, Squirt Queens 4 o Hustler's Taboo 2.
Aunque abandonó la industria pornográfica en 2006, siguió realizando colaboraciones espontáneas hasta su retirada definitiva en 2011, con más de 270 películas grabadas. Durante ese tiempo combinó su trabajo como actriz con el de disc jockey.

## Premios y nominaciones
| Año  | Ceremonia   | Resultado | Premio                                | Trabajo       |
| ---- | ----------- | --------- | ------------------------------------- | ------------- |
| 2003 | Premios AVN | Nominada  | Mejor actriz revelación               | —             |
| 2004 | Premios AVN | Nominada  | Mejor escena de sexo lésbico en grupo | Double Booked |